# Ishkhan
Ichkhan (en armenio : իշխան) era un título feudal dado en la Armenia medieval, que significa literalmente Príncipe. La palabra proviene del verbo armenio ishkhel (իշխել), que significa gobernar o dominar. El título ichkhan se usa tanto en paralelo como en sustitución de otros títulos feudales armenios, como nakharar, paron, douks, ter o melik.
Ichkhan es también un nombre de pila armenio.